# 2NE1
2NE1 (Hangul: 투애니원; RR: tu-aeniwon; uitgesproken als to anyone of twenty-one) was een Zuid-Koreaanse pop- en hiphopgroep gevormd door YG Entertainment (hierna: "YG") in 2009. De naam van de groep staat voor: de nieuwe evolutie van de 21e eeuw. 2NE1 bestond uit vier leden: CL, Dara Bom en Minzy.
Fans van 2NE1 noemen zichzelf Blackjacks. Dit is een verwijzing naar het kaartspel blackjack.

## Geschiedenis
De band maakte zijn onofficiële debuut in Lollipop, een reclamecampagne met Big Bang voor LG Telecom. Hun debuutsingle Fire verscheen op 6 mei 2009. In 2013 verscheen het nummer 'Gettin' Dumb', dat ze samen met will.i.am maakten.
Minzy liet in 2016 haar contract verlopen. De overige drie leden hebben nog één single uitgebracht, als afscheid voor de fans, voordat 2NE1 officieel als groep uit elkaar ging in 2016. Minzy was al vertrokken bij het label, om solo verder te gaan en meer inspraak te hebben op haar look en uitstraling. Zij heeft na haar vertrek verteld dat ze met tegenzin een kort kapsel, sneakers en stoere, ‘jongens-achtige’ outfits werd opgedrongen, om een bepaalde uitstraling te hanteren. Dit was niet haar eigen keuze en stijl, wat ook te zien is in haar eerste solo single na het verlaten van YG. Minzy heeft na de release laten weten het jammer te vinden nooit gevraagd te zijn voor de afscheids-single. Ze stelt van niks te weten totdat het nummer uitkwam en had graag ook haar waardering en afscheid richting de fans getoond. Dara en CL verlengden hun contract als soloartiesten bij YG, maar men liet Bom vertrekken. Grootste reden hiervoor was het 'medicatieschandaal', wat in Zuid-Korea als drugssmokkel werd gezien en Bom maandenlange negativiteit en veroordeling van het publiek opleverde. Hierdoor is Bom maandenlang uit het publieke beeld gebleven.

## Leden
| Volledige naam | Artiestennaam | Geboortedatum    |
| -------------- | ------------- | ---------------- |
| Lee Chaerin    | CL            | 26 februari 1991 |
| Park Bom       | Bom           | 24 maart 1984    |
| Sandara Park   | Dara          | 12 november 1984 |

## Voormalige leden
| Volledige naam | Artiestennaam | Geboortedatum   |
| -------------- | ------------- | --------------- |
| Gong Minji     | Minzy         | 18 januari 1994 |

## Discografie

### Ep's
Koreaans:
| 2009 | 2NE1 1st Mini Album |
| 2011 | 2NE1 2nd Mini Album |

### Studioalbums
Korea:
| 2010 | To Anyone |
| 2014 | CRUSH     |

### Livealbums
Korea:
| 2011 | 2NE1 First Live Concert「NOLZA!                      |
| 2012 | 2NE1 GLOBAL TOUR LIVE「NEW EVOLUTION IN SEOUL」      |
| 2014 | 2014 2NE1 World Tour Live「ALL OR NOTHING IN SEOUL」 |

### Digitale singles
Korea:
| 2009.03.03 | Lollipop [ft. Big Bang]    |
| 2009.05.06 | Fire                       |
| 2009.09.03 | I Don't Care [Reggae ver.] |
| 2010.02.09 | Try To Follow Me           |
| 2011.05.12 | Lonely                     |
| 2011.06.24 | I Am The Best)             |
| 2011.07.21 | Hate You                   |
| 2012.07.05 | I Love You                 |
| 2013.07.08 | Falling In Love            |
| 2013.08.07 | Do You Love Me             |
| 2013.11.21 | Missing You                |
| 2017.01.20 | (안녕) Goodbye             |

## Solo's
| Solo's Bom | Solo's Bom                                                 |
| ---------- | ---------------------------------------------------------- |
| 2011       | Single: Don't Cry                                          |
| 2019       | Single: Spring met Sandara Park                            |
| 2019       | Album: re:BLUE ROSE met Wheein, Sandara Park en Park Goeun |
| 2019       | Single: The first snow met Sandara Park                    |
| 2020       | Single: RED LIGHT met Sai Sai Kham Leng                    |
| 2021       | Single: Do Re Mi Fa Sol met Changmo                        |

| Solo's Dara | Solo's Dara              |
| ----------- | ------------------------ |
| 2017        | Single: One step Part. 2 |

| Solo's CL | Solo's CL                                               |
| --------- | ------------------------------------------------------- |
| 2013      | Single: The Baddest Female                              |
| 2015      | Single: Doctor Pepper (met Diplo, Riff Raff en OG Maco) |
| 2015      | Single: Hello Bitches                                   |
| 2016      | Single: Lifted                                          |
| 2019      | Album: In the name of love 1                            |
| 2019      | Album: In the name of love 2                            |
| 2019      | Album: In the name of love 3                            |
| 2020      | Dubbele single: +Hwa+                                   |
| 2021      | Single: Wish You Were Here                              |

| Jaartal | Naam                                            |
| ------- | ----------------------------------------------- |
| 2017    | Single: Rebel: Thief who stole the People pt. 4 |
| 2017    | Album: Minzy work 01 uno                        |
| 2018    | Single: All of you say                          |
| 2020    | Single: Lovely                                  |